# Pedro Mometto
Pedro Mometto (* 8. Oktober 1990 in Joinville) ist ein brasilianischer Squashspieler.

## Karriere
Pedro Mometto spielt seit 2007 vereinzelt auf der PSA Squash Tour, auf der er bislang einen Titel gewann. Diesen gewann er in der Saison 2023/24 im November in Curitiba, wo er sich im Finale in fünf Sätzen gegen Francesco Marcantonio durchsetzte. Seine höchste Platzierung in der Weltrangliste erreichte er mit Rang 130 am 20. November 2024.
Mit der brasilianischen Nationalmannschaft nahm er 2017 erstmals an den Panamerikameisterschaften teil. Bei den Panamerikanischen Spielen 2019 in Lima schied er im Einzel ebenso in der ersten Runde aus wie im Doppel mit Rafael Alarçón und belegte mit der Mannschaft Rang sechs. Drei Jahre darauf sicherte sich Mometto bei den Südamerikaspielen in Asunción mit Diego Gobbi im Doppel die Bronzemedaille und in der Mannschaftskonkurrenz mit Gobbi und Guilherme Melo die Silbermedaille.

## Erfolge
- Gewonnene PSA-Titel: 1
- Südamerikaspiele: 1 × Silber (Mannschaft 2022), 1 × Bronze (Doppel 2022)